# Bajpur
Bajpur é uma cidade e um município no distrito de Udham Singh Nagar, no estado indiano de Uttaranchal.

## Demografia
Segundo o censo de 2001, Bajpur tinha uma população de 21,782 habitantes. Os indivíduos do sexo masculino constituem 55% da população e os do sexo feminino 45%. Bajpur tem uma taxa de literacia de 66%, superior à média nacional de 59.5%; com 60% para o sexo masculino e 40% para o sexo feminino. 14% da população está abaixo dos 6 anos de idade.